# バリー (小惑星)
バリー (1703 Barry) は小惑星帯にある小惑星。マックス・ヴォルフがハイデルベルクのケーニッヒシュトゥール天文台で発見した。
ヴェルダン近郊のSpincourtの生まれで、マンハイムにあった天文台（Mannheimer Sternwarte）の所長を務めた、天文学者、Roger Barry (1752年9月30日 - 1813年10月25日)  なる人物に因んで命名された。